# Zulu (groupe)
Pour les articles homonymes, voir Zulu.
Zulu est un groupe américain de punk hardcore, originaire de Los Angeles, en Californie.

## Histoire
Zulu est formé par Anaiah Rasheed Muhammad en 2019. Muhammed a été sensibilisé à la musique heavy grâce à son père, qui était impliqué dans la scène punk hardcore de Los Angeles dans les années 1970 et 1980, et qui lui fait découvrir des groupes comme TSOL et les Adolescents. À l'âge de cinq ans, il commence à apprendre la guitare. Cependant, il découvre rapidement qu'il préférait la batterie. Avec son frère aîné Mikaiah, il forme le groupe garage punk the Bots en 2007, en 2016 Muhammad commence à jouer de la batterie dans le groupe straight edge hardcore Dare et en 2018 il commence à jouer dans le groupe de rock Culture Abuse.
Muhammad commence Zulu en 2019, souhaitant poursuivre le chant dans un groupe hardcore entièrement noir, il expérimente avec des membres comprenant Braxton Marcellous, James Stanciell, Rob Watson, Spencer Pollard, le skateur professionnel Swampy et Zoin Jakeem, mais devient rapidement un projet solo ne comprenant que des membres en direct. Muhammad voulait à l'origine que la musique du groupe soit sporadique et atypique. Le groupe se produit en concert deux fois avant les confinements lié au Covid-19, la deuxième fois avec Dez Yusuf à la guitare, qui remplaçait Braxton Marcellous. À la suite de cette performance, les deux deviennent des membres officiels. Le premier EP Our Day Will Come de Zulu sort le 18 octobre 2019 sur Bandcamp. Le groupe joue puis se produit à l'été 2020, avec Muhammad avec la formation de Christine Cadette (batterie), Dez Yusuf (guitare), Braxton Marcellous (guitare) et Satchel Brown (basse). Le deuxième EP de Zulu, My People.... Hold On sort le 2 septembre 2020.
Le 30 novembre 2022, ils annoncent la sortie de leur premier album A New Tomorrow, et publient le premier single Fakin' tha Funk (You Get Did) Le 11 janvier 2023, le deuxième single de l'album Where I'm From est publié, avec Pierce Jordan de Soul Glo et Obioma Ugonna de Playytime. Le single est accompagné d'un clip dans lequel apparaît Eric André. Le 14 juin 2023, ils sortent un double single comprenant une reprise de Wait and Bleed de Slipknot, et une reprise retravaillée de leur titre instrumental jazz-funk Shine Eternally qui met en scène King Isis au chant,. À partir du 15 juin 2023, le groupe part en tournée en Europe aux côtés de Speed. Le 12 septembre, le groupe révèle dans une interview au Los Angeles Times que Cadette est partie.

## Style musical
Le style musical groupe est qualifiée par les critiques de powerviolence,, de metalcore, et de punk hardcore, incorporant des éléments de beatdown hardcore , de rhythm and blues, de hip-hop, de reggae de dub de spoken word, de slam metal, de death metal, de retro-soul, de hip-hop jazz et de funk. Leur musique est basée sur le contraste entre les éléments extrêmes du hardcore et les samples et passages de styles de musique noire comme la soul, le jazz et le reggae,. L'écrivain Tom Morgan de Treblezine déclare que leur son est basé sur le son de groupes hardcore de la fin des années 1990 comme Disembodied, ainsi que sur celui du death metal et de la powerviolence, auxquels sont incorporés des éléments de hip-hop, de jazz et de musique africaine autochtone.

## Discographie

### Albums studio
- 2023 : A New Tomorrow

### EP
- 2019 : Our Day Will Come
- 2020 : My People... Hold On

### Singles
- 2022 : Fakin' Tha Funk (You Get Did)
- 2023 : Where I'm From
- 2023 : Wait and Bleed / Shine Eternally